# Міхаель Жантовські
Міхаель Жантовські — чеський громадський діяч і дипломат, з 2009 року посол Чеської Республіки у Великій Британії та голова Ради директорів Інституту Аспена в Празі. У 2003—2009 роках Жантовські працював послом ЧР в Ізраїлі.

## Життєпис
Міхаель Жантовські вивчав психологію в Карловому університеті в Празі та Університеті МакГілла в Монреалі (Канада) й працював психологом-дослідником. Починаючи з 1980 року Жантовські займався професійним перекладом. Він переклав більше 50 творів сучасної англійської та американської фантастики, поезії, драми та наукової літератури. Він дописував у самвидав та був кореспондентом Reuters у Празі. 1989 році Жантовські став одним із співзасновників чеського відділення ПЕН-клубу — міжнародної спілки письменників та перекладачів, котра була заборонена в Чехословаччині в комуністичну епоху.
В листопаді 1989 року Жантовські був одним із засновників Громадянського форуму — організації, яка координувала повалення комуністичного режиму.
У січні 1990 року Жантовські був призначений речником та прес-секретарем президента Вацлава Гавела. В липні 1992 року він став послом до США. У 1996 році Жантовські був обраний депутатом Сенату парламенту Чеської Республіки, де він став головою комітету з закордонних справ, оборони та безпеки. Як письменник, викладач та перекладач він продовжив займатися зовнішньою політикою та політичною теорією. В 2003 році Жантовські спів заснував в Празі новий аналітичний центр Програму з дослідження атлантичної безпеки (PASS) і став його першим виконавчим директором.